# Druoon Antigoon

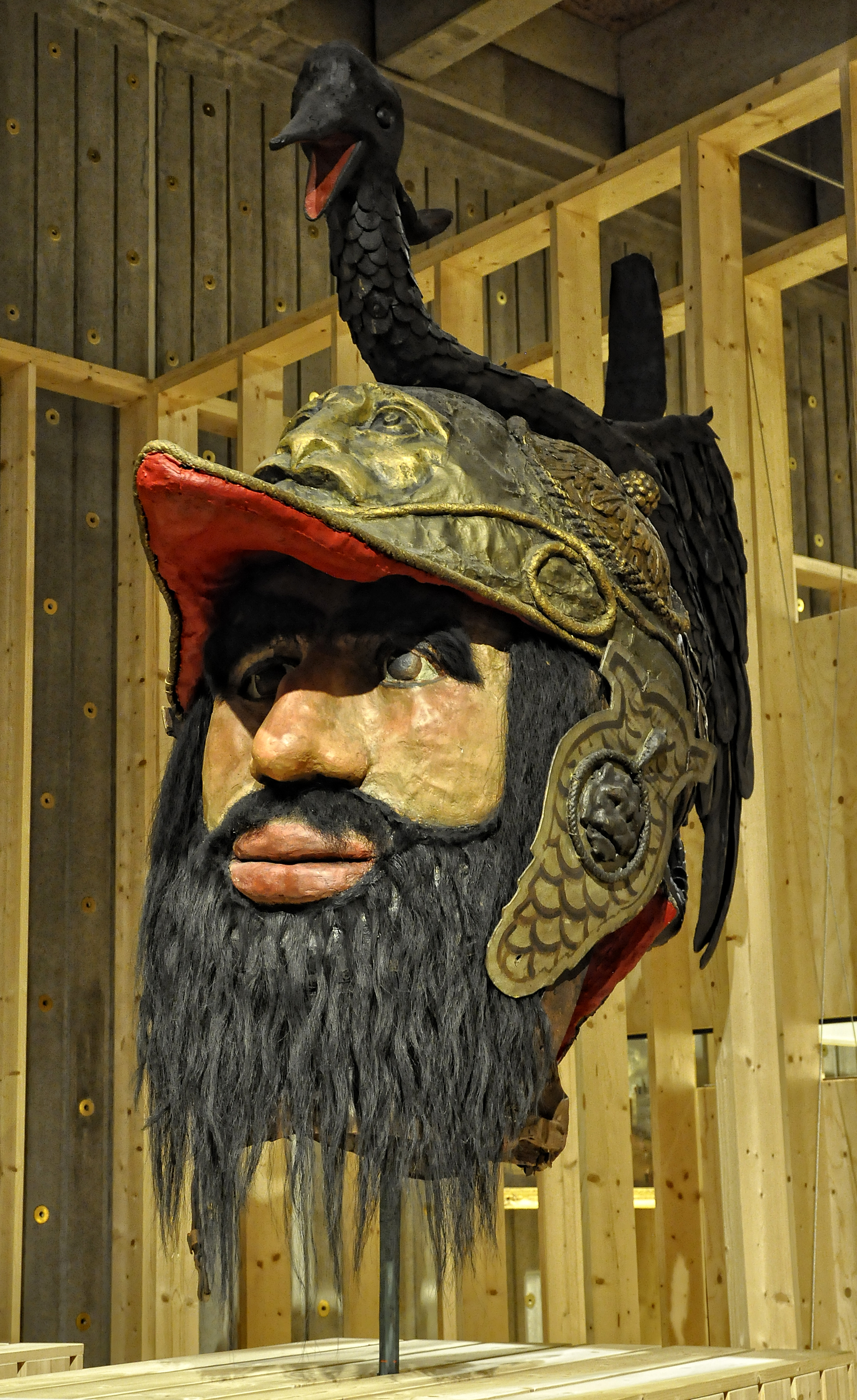
Pieter Coecke van Aelst, Tête de Druon Antigoon (1534-1535).

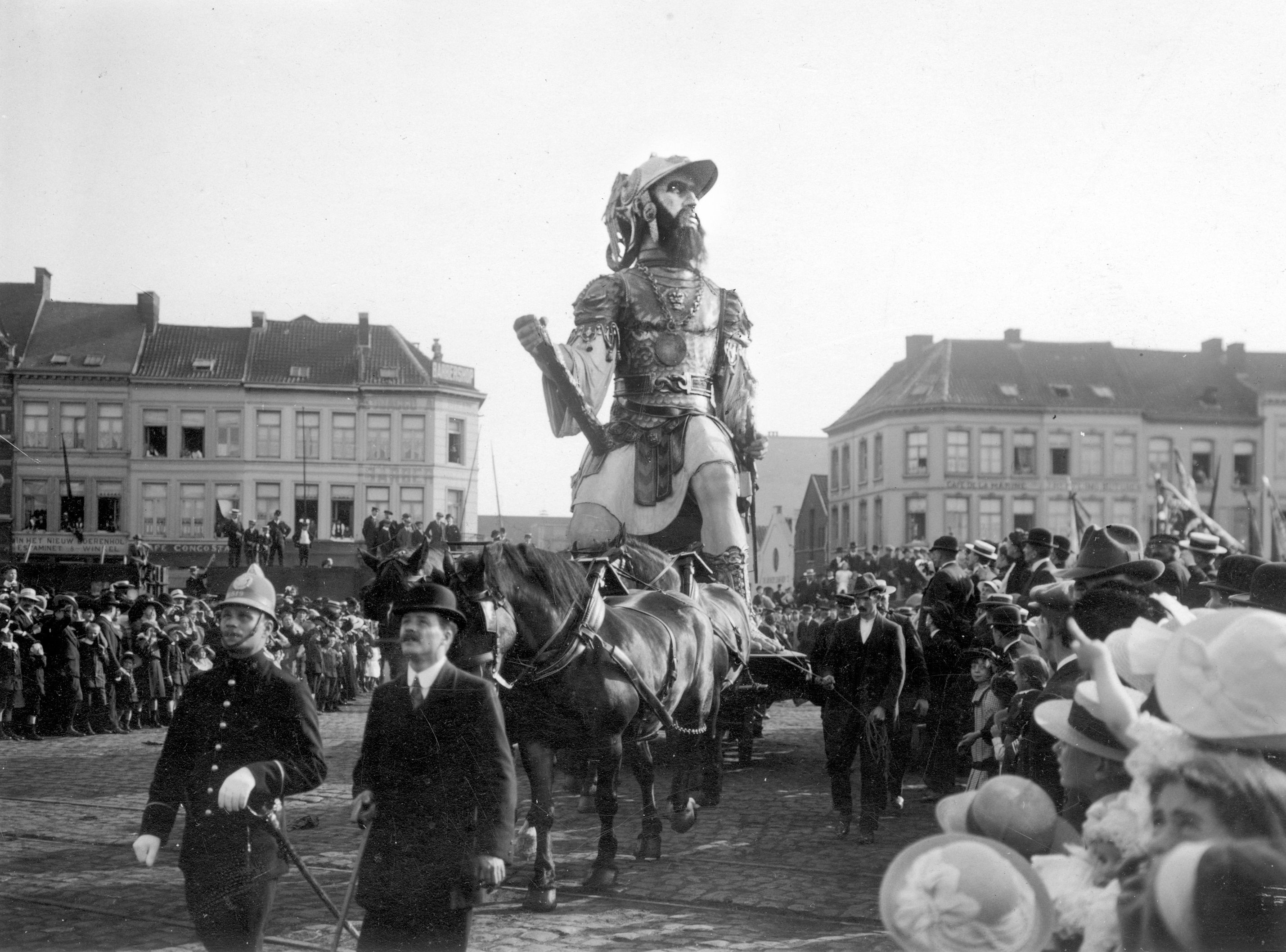
Le géant, en 1913.

Druoon Antigoon (ou Druon Antigoon ou Antigone) était un géant qui demandait un important péage à tous ceux qui voulaient remonter le cours de l'Escaut. Ceux qui ne payaient pas voyaient leurs mains tranchées par le géant. Cette pratique constitue du racket.
Il rencontra un jour un soldat romain, Silvius Brabo qui aurait réussi à le tuer et, pour venger a posteriori les victimes, coupa la main du géant et la jeta dans le fleuve.
Antwerpen, le nom néerlandais d'Anvers, signifierait - selon une légende liée à l'origine du nom de la ville - « jeter la main » (« hand werpen »), mais cette étymologie populaire est contestée par les spécialistes, dont certains pensent que  le nom d'Antwerpen viendrait plus prosaïquement de aan het werpen qui désigne la jetée d'un port.
Cette légende est le sujet de la fontaine de Brabo, située sur la Grand-Place d'Anvers.
Un géant de procession a été créé en son honneur.